# Rocher Hans
Le rocher Hans ou château Hans est un rocher situé dans le département français du Haut-Rhin, sur le territoire communal d'Orbey.

## Accès
Le site est accessible par un sentier de randonnée balisé par le Club vosgien. Certaines sections du parcours sont bordées par des rambardes métalliques.

## Géographie
Ce rocher se situe dans le nord-ouest de l'Alsace, dans la Communauté de communes de la Vallée de Kaysersberg.
Il se trouve à 1144 m d'altitude et domine le lac Blanc.

## Description
Le rocher ruiniforme est couronné d'une statue de la Madone. Celle-ci est un don de 1977. Une plaque explicative a comme inscription : 

« Vierge bénie protège notre vallée fleurie
Cette statue, œuvre de l'artisan Conti, a été bénie par l'abbé Debré et scellée le 26 août 1977 par les fils Parolini.
Marraine : Mme Jean Baldinger
Parrain : Mr Guido Parolini
Don : Baldinger et Parolini »

Une école d'escalade est installée au Rocher Hans. Des cascades de glace allant jusqu'à 100 mètres de hauteur sont visibles en hiver dans les environs du lac.

## Légendes
Plusieurs légendes sont émises au sujet du rocher Hans, dont celle qui consiste à croire qu'un seigneur mécréant prénommé Hans, aurait vu son château se faire engloutir dans les eaux du lac,.
Ces légendes ont donné naissance à une pièce de théâtre en quatre actes de l'écrivain Maurice Pottecher : Le château de Hans, qui raconte l'amour inconditionnel d'une femme pour un dénommé Hans, un bûcheron à la recherche du bonheur. Cependant, il la néglige à cause de conseils du Diable, avec la vieillisse et la fidélité de cette femme, il comprend que celle-ci est son bonheur et décide de vivre avec elle sur un château situé sur le rocher que le Diable détruit, néanmoins ils continuèrent à vivre dans le bonheur dans l'ancienne cabane du bûcheron. 

## Galerie

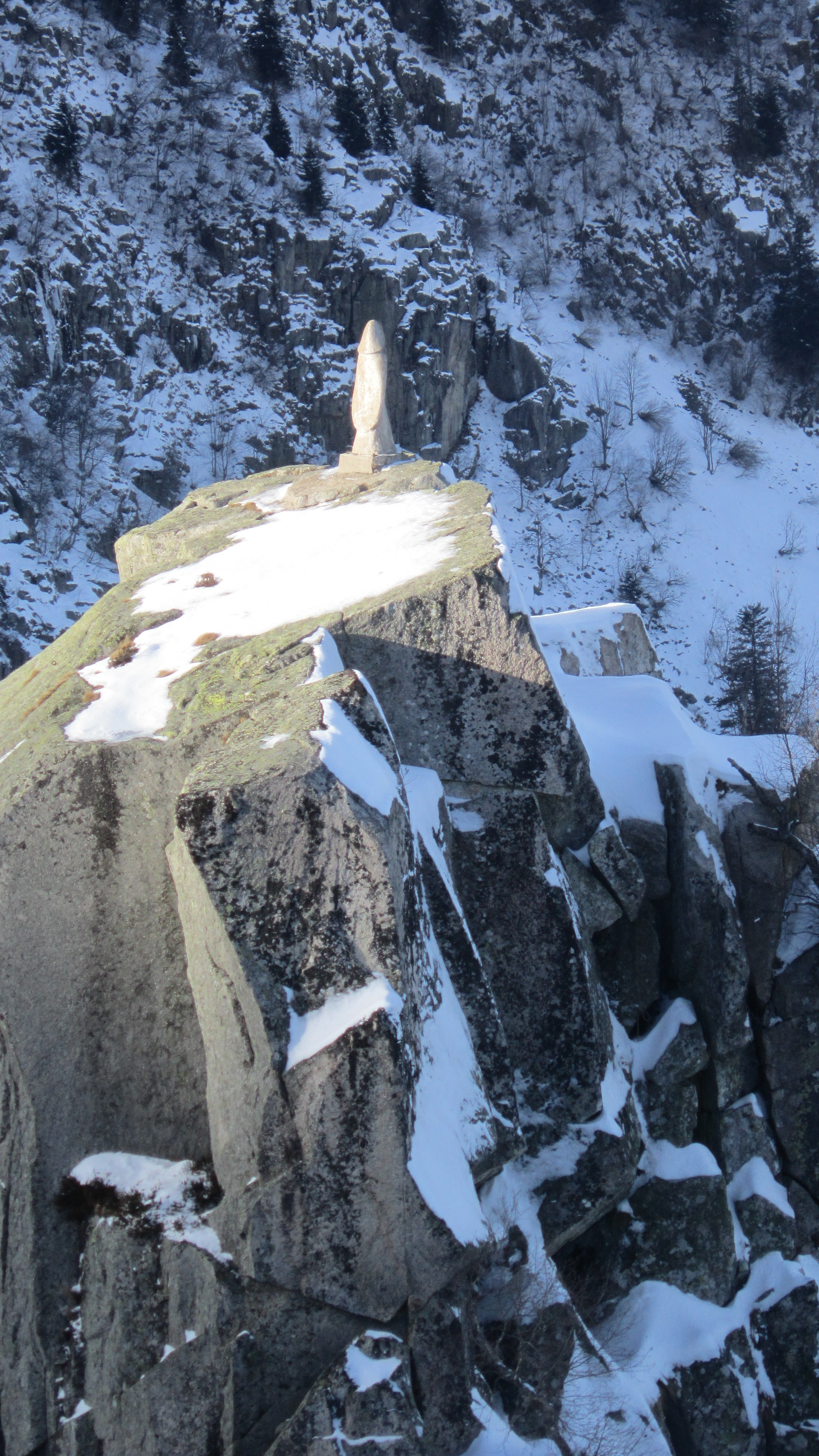
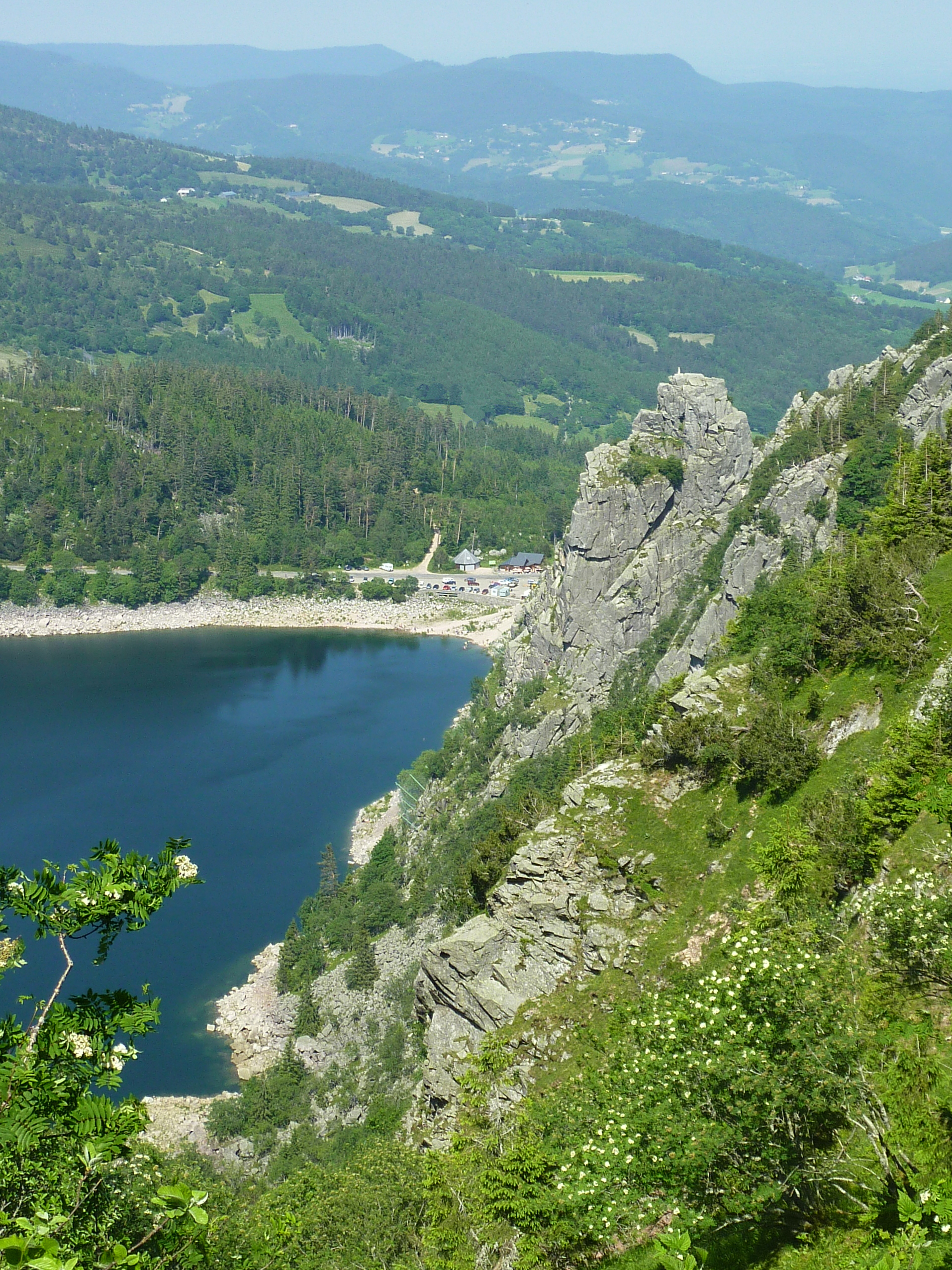
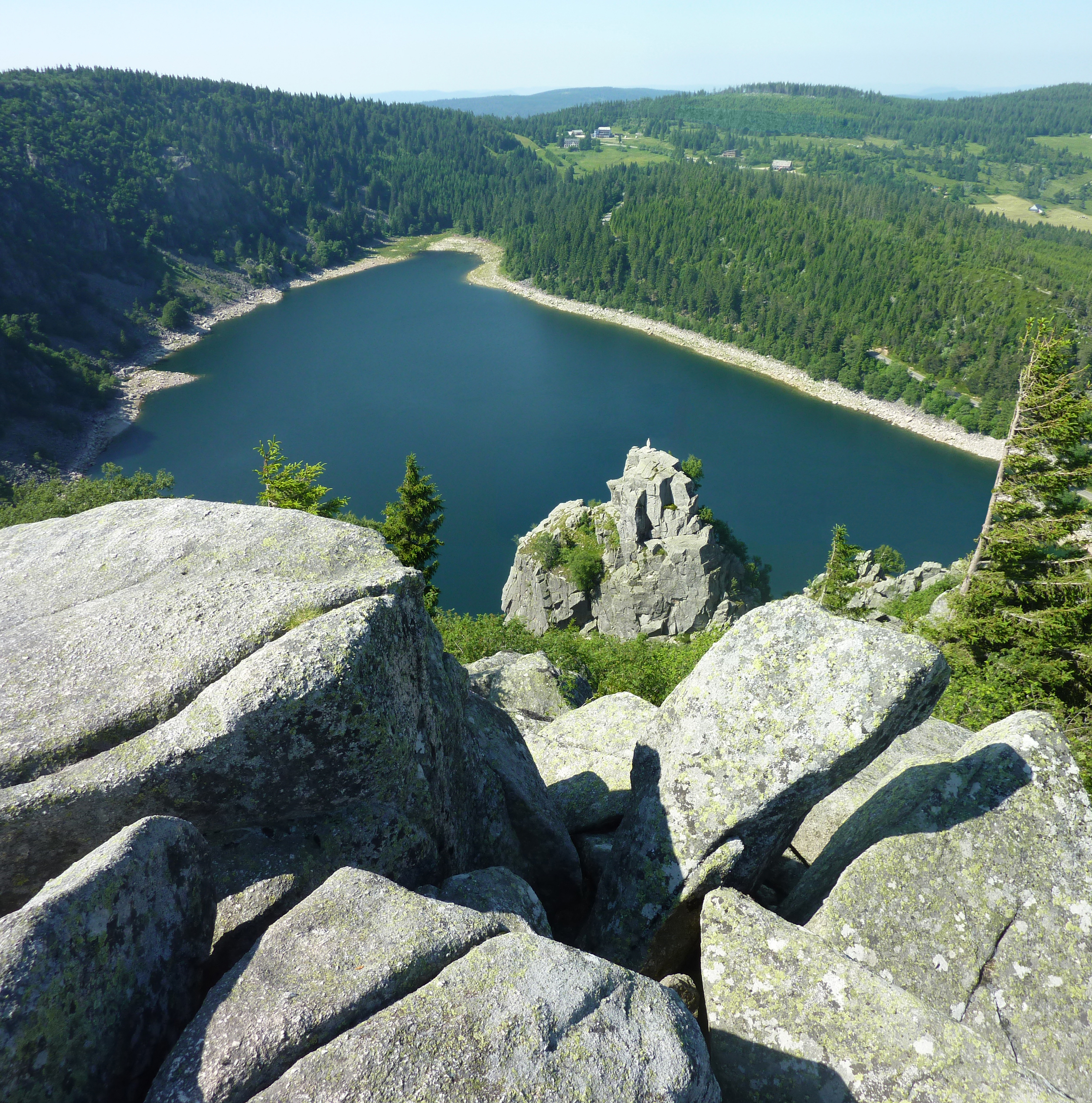
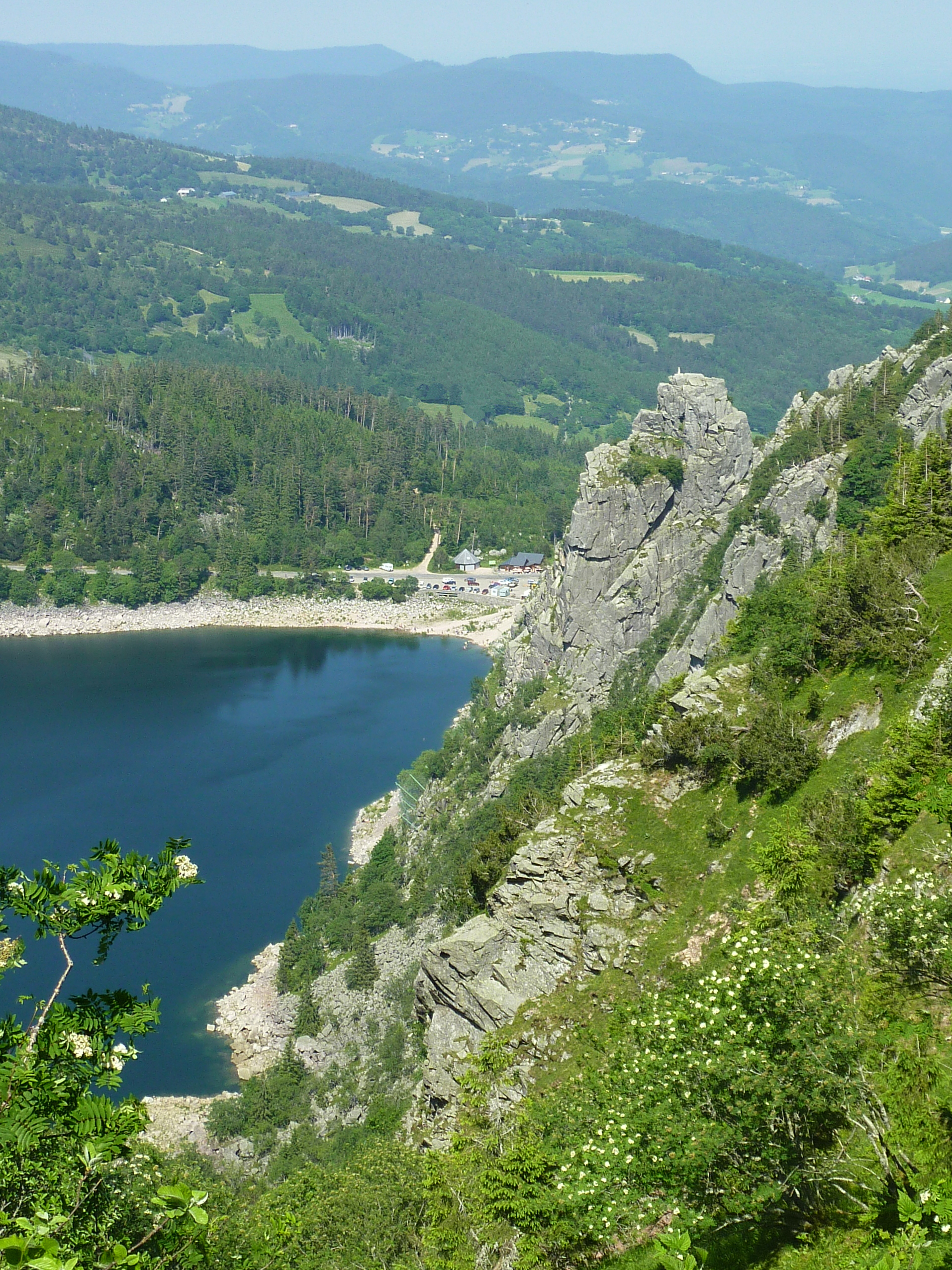
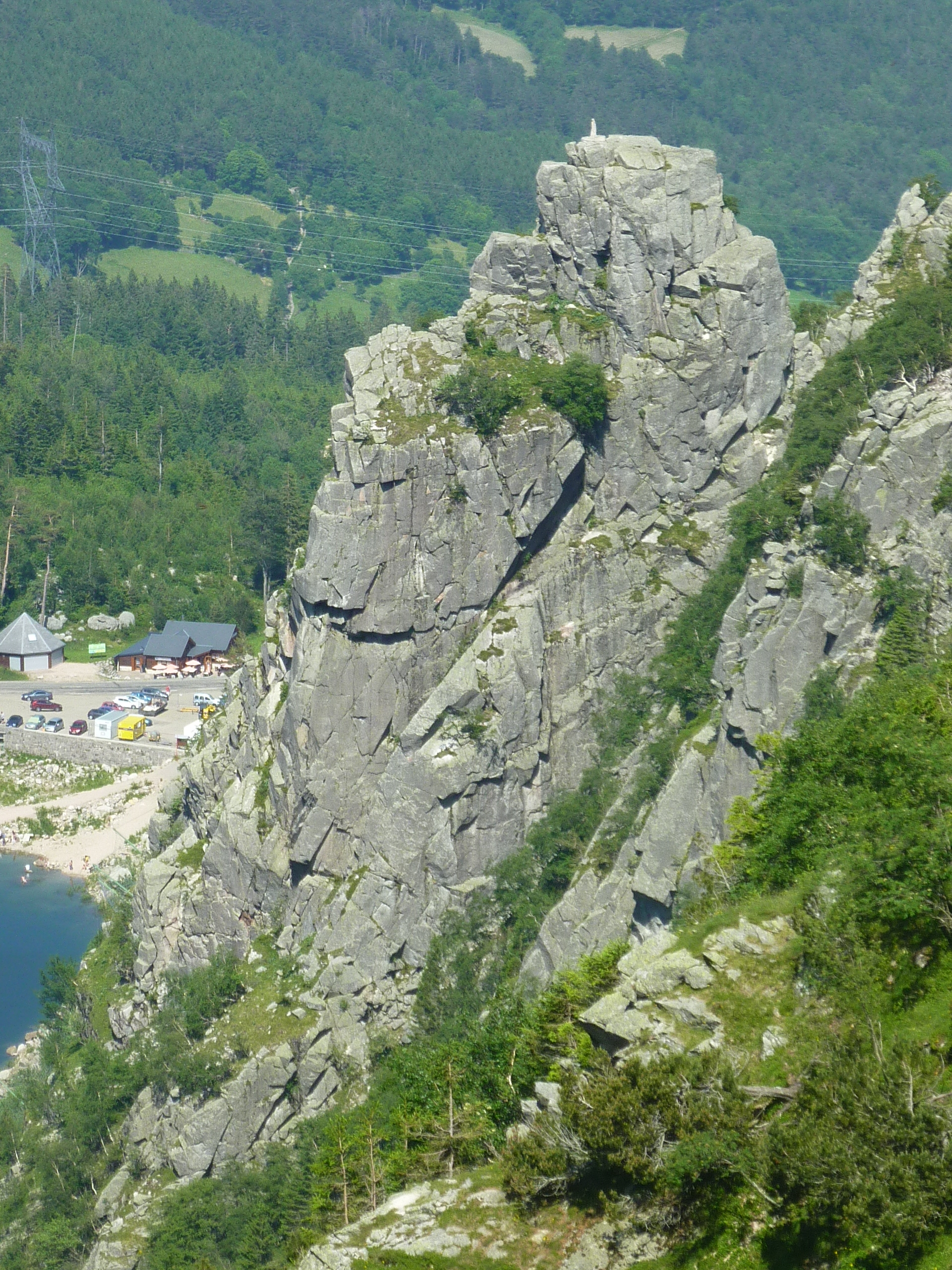